# Heřmanův Městec (stacja kolejowa)
Heřmanův Městec – stacja kolejowa w miejscowości Heřmanův Městec, w kraju pardubickim, w Czechach Znajduje się na wysokości 280 m n.p.m.
Na stacji nie ma możliwości zakupu i rezerwacji miejsc, a obsługa podróżnych odbywa się w pociągu.

## Linie kolejowe
- 015 Přelouč - Prachovice
- 017 Chrudim - Heřmanův Městec